# 1977年のナショナルリーグチャンピオンシップシリーズ
1977年の野球において、メジャーリーグベースボール（MLB）のポストシーズンは10月4日に開幕した。ナショナルリーグの第9回リーグチャンピオンシップシリーズ（9th National League Championship Series、以下「リーグ優勝決定戦」と表記）は、同日から8日にかけて計4試合が開催された。その結果、ロサンゼルス・ドジャース（西地区）がフィラデルフィア・フィリーズ（東地区）を3勝1敗で下し、3年ぶり18回目のリーグ優勝および15回目のワールドシリーズ進出を果たした。
両球団がリーグ優勝決定戦で対戦するのはこれが初めて。この年のレギュラーシーズンでは両球団は12試合対戦し、6勝6敗の五分だった。今シリーズでフィリーズは、1915年のワールドシリーズ第1戦以来62年ぶりのポストシーズン勝利を初戦で挙げたが、第3戦では2点リードの9回二死無走者から3点を奪われ、ファンの間で「暗黒の金曜日」と語り継がれる逆転負けを喫した。ドジャースはこの逆転勝利で王手をかけ、翌日の第4戦でシリーズ突破を決めた。ナショナルリーグ優勝決定戦では今回から、シリーズMVPの表彰が始まった。初代受賞者には、4試合で打率.357・2本塁打・8打点・OPS 1.295という成績を残したドジャースのダスティ・ベイカーが選出された。しかしドジャースは、ワールドシリーズではアメリカンリーグ王者ニューヨーク・ヤンキースに2勝4敗で敗れ、12年ぶり5度目の優勝を逃した。

## 試合結果
1977年のナショナルリーグ優勝決定戦は10月4日に開幕し、途中に移動日を挟んで5日間で4試合が行われた。日程・結果は以下の通り。
| 日付                                                     | 試合  | ビジター球団（先攻）         | スコア | ホーム球団（後攻）           | 開催球場               | 開催球場                                   |
| -------------------------------------------------------- | ----- | ---------------------------- | ------ | ---------------------------- | ---------------------- | ------------------------------------------ |
| 10月04日（火）                                           | 第1戦 | フィラデルフィア・フィリーズ | 7－5   | ロサンゼルス・ドジャース     | ドジャー・スタジアム   | ドジャー・スタジアムベテランズ・スタジアム |
| 10月05日（水）                                           | 第2戦 | フィラデルフィア・フィリーズ | 1－7   | ロサンゼルス・ドジャース     | ドジャー・スタジアム   | ドジャー・スタジアムベテランズ・スタジアム |
| 10月06日（木）                                           |       | 移動日                       | 移動日 | 移動日                       |                        | ドジャー・スタジアムベテランズ・スタジアム |
| 10月07日（金）                                           | 第3戦 | ロサンゼルス・ドジャース     | 6－5   | フィラデルフィア・フィリーズ | ベテランズ・スタジアム | ドジャー・スタジアムベテランズ・スタジアム |
| 10月08日（土）                                           | 第4戦 | ロサンゼルス・ドジャース     | 4－1   | フィラデルフィア・フィリーズ | ベテランズ・スタジアム | ドジャー・スタジアムベテランズ・スタジアム |
| 優勝：ロサンゼルス・ドジャース（3勝1敗 / 3年ぶり18度目） |       |                              |        |                              |                        | ドジャー・スタジアムベテランズ・スタジアム |

### 第1戦 10月4日
- ドジャー・スタジアム（カリフォルニア州ロサンゼルス）

|                              | 1 | 2 | 3 | 4 | 5 | 6 | 7 | 8 | 9 | R | H | E |
| ---------------------------- | - | - | - | - | - | - | - | - | - | - | - | - |
| フィラデルフィア・フィリーズ | 2 | 0 | 0 | 0 | 2 | 1 | 0 | 0 | 2 | 7 | 9 | 0 |
| ロサンゼルス・ドジャース     | 0 | 0 | 0 | 0 | 1 | 0 | 4 | 0 | 0 | 5 | 9 | 2 |

1. 勝利：ジーン・ガーバー（1勝）
2. セーブ：タグ・マグロウ（1S）
3. 敗戦：エリアス・ソーサ（1敗）
4. 本塁打
PHI：グレッグ・ルジンスキー1号2ラン
LAD：ロン・セイ1号満塁
5. 審判
［球審］ポール・プライアー
［塁審］一塁: ボブ・エンゲル、二塁: ハリー・ウェンデルステット、三塁: ブルース・フローミング
［外審］左翼: ダッチ・レナート、右翼: ポール・ランギー
6. 試合開始時刻: 太平洋夏時間（UTC-7）午後5時15分  試合時間: 2時間35分  観客: 5万5968人
詳細: Baseball-Reference.com

| フィラデルフィア・フィリーズ | フィラデルフィア・フィリーズ | フィラデルフィア・フィリーズ | フィラデルフィア・フィリーズ | フィラデルフィア・フィリーズ                                                                                            | ロサンゼルス・ドジャース | ロサンゼルス・ドジャース | ロサンゼルス・ドジャース | ロサンゼルス・ドジャース | ロサンゼルス・ドジャース                                                                    |
| ---------------------------- | ---------------------------- | ---------------------------- | ---------------------------- | --- | ------------------------ | ------------------------ | ------------------------ | ------------------------ | ------------------------------------------------------------------------------------------- |
| 打順                         | 守備                         | 選手                         | 打席                         | S・カールトンT・マッカーバーD・ジョンソンT・サイズモアM・シュミットL・ボーワG・ルジンスキーB・マクブライドJ・マーティン | 打順                     | 守備                     | 選手                     | 打席                     | T・ジョンS・イェーガーS・ガービーD・ロープスR・セイB・ラッセルD・ベイカーG・バークR・スミス |
| 1                            | 中                           | B・マクブライド              | 左                           | S・カールトンT・マッカーバーD・ジョンソンT・サイズモアM・シュミットL・ボーワG・ルジンスキーB・マクブライドJ・マーティン | 1                        | 二                       | D・ロープス              | 右                       | T・ジョンS・イェーガーS・ガービーD・ロープスR・セイB・ラッセルD・ベイカーG・バークR・スミス |
| 2                            | 遊                           | L・ボーワ                    | 両                           | S・カールトンT・マッカーバーD・ジョンソンT・サイズモアM・シュミットL・ボーワG・ルジンスキーB・マクブライドJ・マーティン | 2                        | 遊                       | B・ラッセル              | 右                       | T・ジョンS・イェーガーS・ガービーD・ロープスR・セイB・ラッセルD・ベイカーG・バークR・スミス |
| 3                            | 三                           | M・シュミット                | 右                           | S・カールトンT・マッカーバーD・ジョンソンT・サイズモアM・シュミットL・ボーワG・ルジンスキーB・マクブライドJ・マーティン | 3                        | 右                       | R・スミス                | 両                       | T・ジョンS・イェーガーS・ガービーD・ロープスR・セイB・ラッセルD・ベイカーG・バークR・スミス |
| 4                            | 左                           | G・ルジンスキー              | 右                           | S・カールトンT・マッカーバーD・ジョンソンT・サイズモアM・シュミットL・ボーワG・ルジンスキーB・マクブライドJ・マーティン | 4                        | 三                       | R・セイ                  | 右                       | T・ジョンS・イェーガーS・ガービーD・ロープスR・セイB・ラッセルD・ベイカーG・バークR・スミス |
| 5                            | 一                           | D・ジョンソン                | 右                           | S・カールトンT・マッカーバーD・ジョンソンT・サイズモアM・シュミットL・ボーワG・ルジンスキーB・マクブライドJ・マーティン | 5                        | 一                       | S・ガービー              | 右                       | T・ジョンS・イェーガーS・ガービーD・ロープスR・セイB・ラッセルD・ベイカーG・バークR・スミス |
| 6                            | 右                           | J・マーティン                | 右                           | S・カールトンT・マッカーバーD・ジョンソンT・サイズモアM・シュミットL・ボーワG・ルジンスキーB・マクブライドJ・マーティン | 6                        | 左                       | D・ベイカー              | 右                       | T・ジョンS・イェーガーS・ガービーD・ロープスR・セイB・ラッセルD・ベイカーG・バークR・スミス |
| 7                            | 捕                           | T・マッカーバー              | 左                           | S・カールトンT・マッカーバーD・ジョンソンT・サイズモアM・シュミットL・ボーワG・ルジンスキーB・マクブライドJ・マーティン | 7                        | 中                       | G・バーク                | 右                       | T・ジョンS・イェーガーS・ガービーD・ロープスR・セイB・ラッセルD・ベイカーG・バークR・スミス |
| 8                            | 二                           | T・サイズモア                | 右                           | S・カールトンT・マッカーバーD・ジョンソンT・サイズモアM・シュミットL・ボーワG・ルジンスキーB・マクブライドJ・マーティン | 8                        | 捕                       | S・イェーガー            | 右                       | T・ジョンS・イェーガーS・ガービーD・ロープスR・セイB・ラッセルD・ベイカーG・バークR・スミス |
| 9                            | 投                           | S・カールトン                | 左                           | S・カールトンT・マッカーバーD・ジョンソンT・サイズモアM・シュミットL・ボーワG・ルジンスキーB・マクブライドJ・マーティン | 9                        | 投                       | T・ジョン                | 右                       | T・ジョンS・イェーガーS・ガービーD・ロープスR・セイB・ラッセルD・ベイカーG・バークR・スミス |
| 先発投手                     | 先発投手                     | 先発投手                     | 投球                         | S・カールトンT・マッカーバーD・ジョンソンT・サイズモアM・シュミットL・ボーワG・ルジンスキーB・マクブライドJ・マーティン | 先発投手                 | 先発投手                 | 先発投手                 | 投球                     | T・ジョンS・イェーガーS・ガービーD・ロープスR・セイB・ラッセルD・ベイカーG・バークR・スミス |
| S・カールトン                | S・カールトン                | S・カールトン                | 左                           | S・カールトンT・マッカーバーD・ジョンソンT・サイズモアM・シュミットL・ボーワG・ルジンスキーB・マクブライドJ・マーティン | T・ジョン                | T・ジョン                | T・ジョン                | 左                       | T・ジョンS・イェーガーS・ガービーD・ロープスR・セイB・ラッセルD・ベイカーG・バークR・スミス |

### 第2戦 10月5日
- ドジャー・スタジアム（カリフォルニア州ロサンゼルス）

|                              | 1 | 2 | 3 | 4 | 5 | 6 | 7 | 8 | 9 | R | H | E |
| ---------------------------- | - | - | - | - | - | - | - | - | - | - | - | - |
| フィラデルフィア・フィリーズ | 0 | 0 | 1 | 0 | 0 | 0 | 0 | 0 | 0 | 1 | 9 | 1 |
| ロサンゼルス・ドジャース     | 0 | 0 | 1 | 4 | 0 | 1 | 1 | 0 | X | 7 | 9 | 1 |

1. 勝利：ドン・サットン（1勝）
2. 敗戦：ジム・ロンボーグ（1敗）
3. 本塁打
PHI：ベイク・マクブライド1号ソロ
LAD：ダスティ・ベイカー1号満塁
4. 審判
［球審］ボブ・エンゲル
［塁審］一塁: ハリー・ウェンデルステット、二塁: ブルース・フローミング、三塁: ダッチ・レナート
［外審］左翼: ポール・ランギー、右翼: ポール・プライアー
5. 試合開始時刻: 太平洋夏時間（UTC-7）午後5時15分  試合時間: 2時間14分  観客: 5万5973人
詳細: Baseball-Reference.com

| フィラデルフィア・フィリーズ | フィラデルフィア・フィリーズ | フィラデルフィア・フィリーズ | フィラデルフィア・フィリーズ | フィラデルフィア・フィリーズ                                                                                      | ロサンゼルス・ドジャース | ロサンゼルス・ドジャース | ロサンゼルス・ドジャース | ロサンゼルス・ドジャース | ロサンゼルス・ドジャース                                                                        |
| ---------------------------- | ---------------------------- | ---------------------------- | ---------------------------- | --- | ------------------------ | ------------------------ | ------------------------ | ------------------------ | ----------------------------------------------------------------------------------------------- |
| 打順                         | 守備                         | 選手                         | 打席                         | J・ロンボーグB・ブーンR・ヘブナーT・サイズモアM・シュミットL・ボーワG・ルジンスキーB・マクブライドJ・ジョンストン | 打順                     | 守備                     | 選手                     | 打席                     | D・サットンS・イェーガーS・ガービーD・ロープスR・セイB・ラッセルD・ベイカーR・マンデイR・スミス |
| 1                            | 中                           | B・マクブライド              | 左                           | J・ロンボーグB・ブーンR・ヘブナーT・サイズモアM・シュミットL・ボーワG・ルジンスキーB・マクブライドJ・ジョンストン | 1                        | 二                       | D・ロープス              | 右                       | D・サットンS・イェーガーS・ガービーD・ロープスR・セイB・ラッセルD・ベイカーR・マンデイR・スミス |
| 2                            | 遊                           | L・ボーワ                    | 両                           | J・ロンボーグB・ブーンR・ヘブナーT・サイズモアM・シュミットL・ボーワG・ルジンスキーB・マクブライドJ・ジョンストン | 2                        | 遊                       | B・ラッセル              | 右                       | D・サットンS・イェーガーS・ガービーD・ロープスR・セイB・ラッセルD・ベイカーR・マンデイR・スミス |
| 3                            | 三                           | M・シュミット                | 右                           | J・ロンボーグB・ブーンR・ヘブナーT・サイズモアM・シュミットL・ボーワG・ルジンスキーB・マクブライドJ・ジョンストン | 3                        | 右                       | R・スミス                | 両                       | D・サットンS・イェーガーS・ガービーD・ロープスR・セイB・ラッセルD・ベイカーR・マンデイR・スミス |
| 4                            | 左                           | G・ルジンスキー              | 右                           | J・ロンボーグB・ブーンR・ヘブナーT・サイズモアM・シュミットL・ボーワG・ルジンスキーB・マクブライドJ・ジョンストン | 4                        | 三                       | R・セイ                  | 右                       | D・サットンS・イェーガーS・ガービーD・ロープスR・セイB・ラッセルD・ベイカーR・マンデイR・スミス |
| 5                            | 一                           | R・ヘブナー                  | 左                           | J・ロンボーグB・ブーンR・ヘブナーT・サイズモアM・シュミットL・ボーワG・ルジンスキーB・マクブライドJ・ジョンストン | 5                        | 一                       | S・ガービー              | 右                       | D・サットンS・イェーガーS・ガービーD・ロープスR・セイB・ラッセルD・ベイカーR・マンデイR・スミス |
| 6                            | 右                           | J・ジョンストン              | 左                           | J・ロンボーグB・ブーンR・ヘブナーT・サイズモアM・シュミットL・ボーワG・ルジンスキーB・マクブライドJ・ジョンストン | 6                        | 左                       | D・ベイカー              | 右                       | D・サットンS・イェーガーS・ガービーD・ロープスR・セイB・ラッセルD・ベイカーR・マンデイR・スミス |
| 7                            | 捕                           | B・ブーン                    | 右                           | J・ロンボーグB・ブーンR・ヘブナーT・サイズモアM・シュミットL・ボーワG・ルジンスキーB・マクブライドJ・ジョンストン | 7                        | 中                       | R・マンデイ              | 左                       | D・サットンS・イェーガーS・ガービーD・ロープスR・セイB・ラッセルD・ベイカーR・マンデイR・スミス |
| 8                            | 二                           | T・サイズモア                | 右                           | J・ロンボーグB・ブーンR・ヘブナーT・サイズモアM・シュミットL・ボーワG・ルジンスキーB・マクブライドJ・ジョンストン | 8                        | 捕                       | S・イェーガー            | 右                       | D・サットンS・イェーガーS・ガービーD・ロープスR・セイB・ラッセルD・ベイカーR・マンデイR・スミス |
| 9                            | 投                           | J・ロンボーグ                | 右                           | J・ロンボーグB・ブーンR・ヘブナーT・サイズモアM・シュミットL・ボーワG・ルジンスキーB・マクブライドJ・ジョンストン | 9                        | 投                       | D・サットン              | 右                       | D・サットンS・イェーガーS・ガービーD・ロープスR・セイB・ラッセルD・ベイカーR・マンデイR・スミス |
| 先発投手                     | 先発投手                     | 先発投手                     | 投球                         | J・ロンボーグB・ブーンR・ヘブナーT・サイズモアM・シュミットL・ボーワG・ルジンスキーB・マクブライドJ・ジョンストン | 先発投手                 | 先発投手                 | 先発投手                 | 投球                     | D・サットンS・イェーガーS・ガービーD・ロープスR・セイB・ラッセルD・ベイカーR・マンデイR・スミス |
| J・ロンボーグ                | J・ロンボーグ                | J・ロンボーグ                | 右                           | J・ロンボーグB・ブーンR・ヘブナーT・サイズモアM・シュミットL・ボーワG・ルジンスキーB・マクブライドJ・ジョンストン | D・サットン              | D・サットン              | D・サットン              | 右                       | D・サットンS・イェーガーS・ガービーD・ロープスR・セイB・ラッセルD・ベイカーR・マンデイR・スミス |

### 第3戦 10月7日
- ベテランズ・スタジアム（ペンシルベニア州フィラデルフィア）

|                              | 1 | 2 | 3 | 4 | 5 | 6 | 7 | 8 | 9 | R | H  | E |
| ---------------------------- | - | - | - | - | - | - | - | - | - | - | -- | - |
| ロサンゼルス・ドジャース     | 0 | 2 | 0 | 1 | 0 | 0 | 0 | 0 | 3 | 6 | 12 | 2 |
| フィラデルフィア・フィリーズ | 0 | 3 | 0 | 0 | 0 | 0 | 0 | 2 | 0 | 5 | 6  | 2 |

1. 勝利：ランス・ラッツハン（1勝）
2. セーブ：マイク・ガーマン（1S）
3. 敗戦：ジーン・ガーバー（1勝1敗）
4. 審判
［球審］ハリー・ウェンデルステット
［塁審］一塁: ブルース・フローミング、二塁: ダッチ・レナート、三塁: ポール・ランギー
［外審］左翼: ポール・プライアー、右翼: ボブ・エンゲル
5. 昼間試合  試合時間: 2時間59分  観客: 6万3719人
詳細: Baseball-Reference.com

| ロサンゼルス・ドジャース | ロサンゼルス・ドジャース | ロサンゼルス・ドジャース | ロサンゼルス・ドジャース | ロサンゼルス・ドジャース                                                                        | フィラデルフィア・フィリーズ | フィラデルフィア・フィリーズ | フィラデルフィア・フィリーズ | フィラデルフィア・フィリーズ | フィラデルフィア・フィリーズ                                                                                        |
| ------------------------ | ------------------------ | ------------------------ | ------------------------ | ----------------------------------------------------------------------------------------------- | ---------------------------- | ---------------------------- | ---------------------------- | ---------------------------- | --- |
| 打順                     | 守備                     | 選手                     | 打席                     | B・フートンS・イェーガーS・ガービーD・ロープスR・セイB・ラッセルD・ベイカーR・マンデイR・スミス | 打順                         | 守備                         | 選手                         | 打席                         | L・クリステンソンB・ブーンR・ヘブナーT・サイズモアM・シュミットL・ボーワG・ルジンスキーG・マドックスB・マクブライド |
| 1                        | 二                       | D・ロープス              | 右                       | B・フートンS・イェーガーS・ガービーD・ロープスR・セイB・ラッセルD・ベイカーR・マンデイR・スミス | 1                            | 右                           | B・マクブライド              | 左                           | L・クリステンソンB・ブーンR・ヘブナーT・サイズモアM・シュミットL・ボーワG・ルジンスキーG・マドックスB・マクブライド |
| 2                        | 遊                       | B・ラッセル              | 右                       | B・フートンS・イェーガーS・ガービーD・ロープスR・セイB・ラッセルD・ベイカーR・マンデイR・スミス | 2                            | 遊                           | L・ボーワ                    | 両                           | L・クリステンソンB・ブーンR・ヘブナーT・サイズモアM・シュミットL・ボーワG・ルジンスキーG・マドックスB・マクブライド |
| 3                        | 右                       | R・スミス                | 両                       | B・フートンS・イェーガーS・ガービーD・ロープスR・セイB・ラッセルD・ベイカーR・マンデイR・スミス | 3                            | 三                           | M・シュミット                | 右                           | L・クリステンソンB・ブーンR・ヘブナーT・サイズモアM・シュミットL・ボーワG・ルジンスキーG・マドックスB・マクブライド |
| 4                        | 三                       | R・セイ                  | 右                       | B・フートンS・イェーガーS・ガービーD・ロープスR・セイB・ラッセルD・ベイカーR・マンデイR・スミス | 4                            | 左                           | G・ルジンスキー              | 右                           | L・クリステンソンB・ブーンR・ヘブナーT・サイズモアM・シュミットL・ボーワG・ルジンスキーG・マドックスB・マクブライド |
| 5                        | 一                       | S・ガービー              | 右                       | B・フートンS・イェーガーS・ガービーD・ロープスR・セイB・ラッセルD・ベイカーR・マンデイR・スミス | 5                            | 一                           | R・ヘブナー                  | 左                           | L・クリステンソンB・ブーンR・ヘブナーT・サイズモアM・シュミットL・ボーワG・ルジンスキーG・マドックスB・マクブライド |
| 6                        | 左                       | D・ベイカー              | 右                       | B・フートンS・イェーガーS・ガービーD・ロープスR・セイB・ラッセルD・ベイカーR・マンデイR・スミス | 6                            | 中                           | G・マドックス                | 右                           | L・クリステンソンB・ブーンR・ヘブナーT・サイズモアM・シュミットL・ボーワG・ルジンスキーG・マドックスB・マクブライド |
| 7                        | 中                       | R・マンデイ              | 左                       | B・フートンS・イェーガーS・ガービーD・ロープスR・セイB・ラッセルD・ベイカーR・マンデイR・スミス | 7                            | 捕                           | B・ブーン                    | 右                           | L・クリステンソンB・ブーンR・ヘブナーT・サイズモアM・シュミットL・ボーワG・ルジンスキーG・マドックスB・マクブライド |
| 8                        | 捕                       | S・イェーガー            | 右                       | B・フートンS・イェーガーS・ガービーD・ロープスR・セイB・ラッセルD・ベイカーR・マンデイR・スミス | 8                            | 二                           | T・サイズモア                | 右                           | L・クリステンソンB・ブーンR・ヘブナーT・サイズモアM・シュミットL・ボーワG・ルジンスキーG・マドックスB・マクブライド |
| 9                        | 投                       | B・フートン              | 右                       | B・フートンS・イェーガーS・ガービーD・ロープスR・セイB・ラッセルD・ベイカーR・マンデイR・スミス | 9                            | 投                           | L・クリステンソン            | 右                           | L・クリステンソンB・ブーンR・ヘブナーT・サイズモアM・シュミットL・ボーワG・ルジンスキーG・マドックスB・マクブライド |
| 先発投手                 | 先発投手                 | 先発投手                 | 投球                     | B・フートンS・イェーガーS・ガービーD・ロープスR・セイB・ラッセルD・ベイカーR・マンデイR・スミス | 先発投手                     | 先発投手                     | 先発投手                     | 投球                         | L・クリステンソンB・ブーンR・ヘブナーT・サイズモアM・シュミットL・ボーワG・ルジンスキーG・マドックスB・マクブライド |
| B・フートン              | B・フートン              | B・フートン              | 右                       | B・フートンS・イェーガーS・ガービーD・ロープスR・セイB・ラッセルD・ベイカーR・マンデイR・スミス | L・クリステンソン            | L・クリステンソン            | L・クリステンソン            | 右                           | L・クリステンソンB・ブーンR・ヘブナーT・サイズモアM・シュミットL・ボーワG・ルジンスキーG・マドックスB・マクブライド |

### 第4戦 10月8日
- ベテランズ・スタジアム（ペンシルベニア州フィラデルフィア）

|                              | 1 | 2 | 3 | 4 | 5 | 6 | 7 | 8 | 9 | R | H | E |
| ---------------------------- | - | - | - | - | - | - | - | - | - | - | - | - |
| ロサンゼルス・ドジャース     | 0 | 2 | 0 | 0 | 2 | 0 | 0 | 0 | 0 | 4 | 5 | 0 |
| フィラデルフィア・フィリーズ | 0 | 0 | 0 | 1 | 0 | 0 | 0 | 0 | 0 | 1 | 7 | 0 |

1. 勝利：トミー・ジョン（1勝）
2. 敗戦：スティーブ・カールトン（1敗）
3. 審判
［球審］ブルース・フローミング
［塁審］一塁: ダッチ・レナート、二塁: ポール・ランギー、三塁: ポール・プライアー
［外審］左翼: ボブ・エンゲル、右翼: ハリー・ウェンデルステット
4. 試合開始時刻: 東部夏時間（UTC-4）午後8時30分  試合時間: 2時間39分  観客: 6万4924人
詳細: Baseball-Reference.com

| ロサンゼルス・ドジャース | ロサンゼルス・ドジャース | ロサンゼルス・ドジャース | ロサンゼルス・ドジャース | ロサンゼルス・ドジャース                                                                    | フィラデルフィア・フィリーズ | フィラデルフィア・フィリーズ | フィラデルフィア・フィリーズ | フィラデルフィア・フィリーズ | フィラデルフィア・フィリーズ                                                                                          |
| ------------------------ | ------------------------ | ------------------------ | ------------------------ | ------------------------------------------------------------------------------------------- | ---------------------------- | ---------------------------- | ---------------------------- | ---------------------------- | --- |
| 打順                     | 守備                     | 選手                     | 打席                     | T・ジョンS・イェーガーS・ガービーD・ロープスR・セイB・ラッセルD・ベイカーG・バークR・スミス | 打順                         | 守備                         | 選手                         | 打席                         | S・カールトンT・マッカーバーR・ヘブナーT・サイズモアM・シュミットL・ボーワG・ルジンスキーG・マドックスB・マクブライド |
| 1                        | 二                       | D・ロープス              | 右                       | T・ジョンS・イェーガーS・ガービーD・ロープスR・セイB・ラッセルD・ベイカーG・バークR・スミス | 1                            | 右                           | B・マクブライド              | 左                           | S・カールトンT・マッカーバーR・ヘブナーT・サイズモアM・シュミットL・ボーワG・ルジンスキーG・マドックスB・マクブライド |
| 2                        | 遊                       | B・ラッセル              | 右                       | T・ジョンS・イェーガーS・ガービーD・ロープスR・セイB・ラッセルD・ベイカーG・バークR・スミス | 2                            | 遊                           | L・ボーワ                    | 両                           | S・カールトンT・マッカーバーR・ヘブナーT・サイズモアM・シュミットL・ボーワG・ルジンスキーG・マドックスB・マクブライド |
| 3                        | 右                       | R・スミス                | 両                       | T・ジョンS・イェーガーS・ガービーD・ロープスR・セイB・ラッセルD・ベイカーG・バークR・スミス | 3                            | 三                           | M・シュミット                | 右                           | S・カールトンT・マッカーバーR・ヘブナーT・サイズモアM・シュミットL・ボーワG・ルジンスキーG・マドックスB・マクブライド |
| 4                        | 三                       | R・セイ                  | 右                       | T・ジョンS・イェーガーS・ガービーD・ロープスR・セイB・ラッセルD・ベイカーG・バークR・スミス | 4                            | 左                           | G・ルジンスキー              | 右                           | S・カールトンT・マッカーバーR・ヘブナーT・サイズモアM・シュミットL・ボーワG・ルジンスキーG・マドックスB・マクブライド |
| 5                        | 一                       | S・ガービー              | 右                       | T・ジョンS・イェーガーS・ガービーD・ロープスR・セイB・ラッセルD・ベイカーG・バークR・スミス | 5                            | 一                           | R・ヘブナー                  | 左                           | S・カールトンT・マッカーバーR・ヘブナーT・サイズモアM・シュミットL・ボーワG・ルジンスキーG・マドックスB・マクブライド |
| 6                        | 左                       | D・ベイカー              | 右                       | T・ジョンS・イェーガーS・ガービーD・ロープスR・セイB・ラッセルD・ベイカーG・バークR・スミス | 6                            | 中                           | G・マドックス                | 右                           | S・カールトンT・マッカーバーR・ヘブナーT・サイズモアM・シュミットL・ボーワG・ルジンスキーG・マドックスB・マクブライド |
| 7                        | 中                       | G・バーク                | 右                       | T・ジョンS・イェーガーS・ガービーD・ロープスR・セイB・ラッセルD・ベイカーG・バークR・スミス | 7                            | 捕                           | T・マッカーバー              | 左                           | S・カールトンT・マッカーバーR・ヘブナーT・サイズモアM・シュミットL・ボーワG・ルジンスキーG・マドックスB・マクブライド |
| 8                        | 捕                       | S・イェーガー            | 右                       | T・ジョンS・イェーガーS・ガービーD・ロープスR・セイB・ラッセルD・ベイカーG・バークR・スミス | 8                            | 二                           | T・サイズモア                | 右                           | S・カールトンT・マッカーバーR・ヘブナーT・サイズモアM・シュミットL・ボーワG・ルジンスキーG・マドックスB・マクブライド |
| 9                        | 投                       | T・ジョン                | 右                       | T・ジョンS・イェーガーS・ガービーD・ロープスR・セイB・ラッセルD・ベイカーG・バークR・スミス | 9                            | 投                           | S・カールトン                | 左                           | S・カールトンT・マッカーバーR・ヘブナーT・サイズモアM・シュミットL・ボーワG・ルジンスキーG・マドックスB・マクブライド |
| 先発投手                 | 先発投手                 | 先発投手                 | 投球                     | T・ジョンS・イェーガーS・ガービーD・ロープスR・セイB・ラッセルD・ベイカーG・バークR・スミス | 先発投手                     | 先発投手                     | 先発投手                     | 投球                         | S・カールトンT・マッカーバーR・ヘブナーT・サイズモアM・シュミットL・ボーワG・ルジンスキーG・マドックスB・マクブライド |
| T・ジョン                | T・ジョン                | T・ジョン                | 左                       | T・ジョンS・イェーガーS・ガービーD・ロープスR・セイB・ラッセルD・ベイカーG・バークR・スミス | S・カールトン                | S・カールトン                | S・カールトン                | 左                           | S・カールトンT・マッカーバーR・ヘブナーT・サイズモアM・シュミットL・ボーワG・ルジンスキーG・マドックスB・マクブライド |